# Procarbazina
La procarbazina è un farmaco chemioterapico di tipo alchilante, usato principalmente nel linfoma di Hodgkin  e certi tipi di tumori cerebrali come il glioblastoma multiforme. Agisce formando un legame covalente con il DNA impedendo così la duplicazione e crescita delle cellule cancerose e non.
Viene metabolizzato ed attivato nel fegato ed è noto avere la capacità di inibire la monoamino-ossidasi IMAO, aumentando così gli effetti dei farmaci simpaticomimetici, degli antidepressivi triciclici e della tiramina.
La procarbazina può anche causare una reazione disulfiram-simile con l'assunzione concomitante di alcool. Con l'uso di procarbazina, può aumentare il rischio di insorgenza di alcune leucemie, specie quando associato a vincristina e prednisone
È commercializzato con i nomi di: Matulane (USA), Natulan (Canada e Italia), Indicarb (India).

## Storia

### In Italia
In Italia il farmaco è in commercio fin dal settembre 1967; ed è commercializzato dalla: Sigma-tau, Industrie Farmaceutiche Riunite S.p.A..

## Farmacocinetica

### Assorbimento e distribuzione
L'assorbimento è rapido e completo. Il farmaco attraversa la BEE, inoltre la distribuzione nel LCR è in equilibrio con la concentrazione serica.

### Metabolismo ed eliminazione
Il farmaco viene metabolizzato a livello epatico e renale, possiede un'emivita di circa 1 ora, con un tempo di raggiungimento del picco massimo (Tmax) di 1 ora.
L'escrezione è urinaria e respiratoria; meno del 5% del farmaco viene espulso in forma immodificata mentre oltre il 70% viene ossidato sotto forma di un metabolita, l'acido N-isopropiltereftalamico, mentre metano e CO2 sono eliminati attraverso le vie respiratorie.

## Farmacodinamica
Il suo meccanismo d'azione non è perfettamente conosciuto: si è a conoscenza che il suo metabolita, l'azo-procarbazine, produce il H2O2 (perossido d'idrogeno) che causa la rottura delle catene di DNA. Come tutti i farmaci alchilanti produce un danno diretto sul DNA e RNA sopprimendo la mitosi e le conseguenti attività metaboliche.

## Usi clinici

### In label
Le indicazioni approvate per la procarbazina sono:
- linfoma di Hodgkin,
- linfosarcoma,
- reticolosarcoma,
- malattia di Brill-Symmers.

### Off-label
Trattamento dei linfomi non Hodgkin e dei tumori cerebrali. viene anche usata in alcuni regimi di trattamento della porpora trombocitopenica idiopatica, producendo lunghi periodi di remissione anche se in molti casi la malattia è troppo aggressiva per giustificare il trattamento.

## Controindicazioni
Il farmaco è controindicato in caso di: ipersensibilità, aplasia midollare preesistente, ingestione di alcool e gravidanza.

## Effetti collaterali
In alcuni pazienti quando associato ad alcool può determinare una reazione disulfiran simile. Esso può inibire il citocromo CYP 450 ed incrementa gli effetti di barbiturici, fenotiazine e narcotici. Inoltre possiede attività di tipo IMAO e non deve essere assunto per questo motivo con i farmaci antidepressivi e farmaci antiemicranici. Può provocare emolisi con o senza la presenza di corpi di Heinz inclusi negli eritrociti. Altri effetti collaterali sono tossicità a livello del SNC, emorragia, infertilità, stomatite grave e diarrea grave causata da sospensione del trattamento. Il farmaco può causare inoltre tumori secondari, sono stati riportati in seguito all'uso leucemia acuta e tumori polmonari.

## Dosi terapeutiche
Adulti: 2–4 mg/kg/die in singola dose o suddivise, da assumere per 7 giorni; quindi va incrementato a 4–6 mg/kg/die fino all'ottenimento della risposta mielosoppressiva.
In caso di insufficienza renale ed epatica il dosaggio va opportunamente ridotto.
La confezione in commercio in Italia è di 50 mg in capsule.
La dose orale può essere suddivisa in 2-3 dosi giornaliere.
- Nella malattia di Hodgkin (secondo i protocolli MOPP/IC-MOPP) la dose è di 100 mg/m²/die per 14 giorni da ripetere ogni 4 settimane.[9]
- Neuroblastoma e medulloblastoma (uso off-label): la dose va da 100 a 200 mg/m²/die una volta al di.[9]

In pediatria, l'anemia aplastica condiziona i regimi posologici, generalmente 1la dose è di 2.5 mg/kg/die ogni 4 giorni per 4 dosi.

## Gravidanza e allattamento
Sono contrindicazioni assolute, perché dotato di noti effetti di tipo  teratogeno e mutageno.

## Avvertenze
Vanno evitati gli alimenti e/o bevande contenenti tiramina, come ad esempio i formaggi invecchiati/stagionati, essiccati o i salumi (e in generale gli insaccati), le fave o i baccelli di fave, la birra, il lievito, i crauti, la salsa di soia e i condimenti a base di soia.
Le formulazioni da somministrare vanno preparate e smaltite usando le precauzioni dei farmaci intesi come agenti pericolosi.
Le urine dei pazienti trattati con il farmaco devono essere maneggiate, per almeno 48 ore, con cura e trattate come rifiuti speciali.

### Sovradosaggio
I segni dovuti al sovradosaggio sono: nausea e vomito seguiti da enterite, diarrea, ipotensione, tremore, convulsioni, coma.
In questi casi è utile una lavanda gastrica oltre a somministrare una terapia reidratante.

## Interazioni
- Agonisti del recettore della Serotonina 5-HT1D come: naratriptan, eletriptan o frovatriptan.
- Alcaloidi della Rauwolfia.
- Alfa-/Beta-Agonisti come la fenilefrina.
- Alfa1-agonisti
- Alfa2-agonisti (oftalmici).
- Altretamine.
- Antagonisti della vitamina K (ad esempio, warfarin).
- Antidepressivi triciclici
- Antiipertensivi.
- Atomoxetine.
- BCG.
- Beta2-agonisti.
- Bupropione.
- Buspirone.
- Carbamazepina.
- Ciclobenzaprina.
- Ciclobenzaprine.
- Destrometorfano.
- Destrometorfano.
- Dexmetilfenidato.
- Dexmetilfenidato.
- Echinacea.
- Etanolo
- Gli inibitori delle COMT.
- Glicosidi cardiaci come la digitale.
- IMAO (MAO inibitori).
- Inibitori selettivi del reuptake della serotonina SSRI.
- Leflunomide.
- Levodopa.
- Linezolid.
- Litio.
- Maprotilina.
- Meperidina.
- Metildopa.
- Metilfenidato.
- Mirtazapina
- Natalizumab.
- Oppioidi Anilidopiperidine come il fentanil.
- Propossifene.
- Sibutramina.
- Tapentadolo
- Tetrabenazine
- Tetraidrozolina
- Tramadol
- Trastuzumab
- Vaccini (Inattivati)
- Vaccini (Vivi):
- Cibo: vanno evitati cibi contenenti tiramina (vedi avvertenze)
- Gli integratori contenenti caffeina, tirosina, triptofano, o fenilalanina.

## Pubblicazioni
Sono più di 3.500 le pubblicazioni scientifiche censite su Pubmed al gennaio 2011, di queste:
- le Metanalisi sono n. 5;[11][12][13][14][15]
- la linea guida nessuna.